# 13059 Ducuroir
13059 Ducuroir eller 1991 BD1 är en asteroid i huvudbältet som upptäcktes den 18 januari 1991 av den belgiske astronomen Eric W. Elst vid Haute-Provence-observatoriet. Den är uppkallad efter amatörastronomen Marc Ducuroir.
Asteroiden har en diameter på ungefär 5 kilometer.